# ATP Challenger San Juan
Das ATP Challenger San Juan (offizieller Name: Copa San Juan Gobierno) war ein zwischen 2012 und 2014 stattfindendes Tennisturnier in der argentinischen Stadt San Juan. Es war Teil der ATP Challenger Tour und wurde im Freien auf Sand ausgetragen. Martín Alund ist mit zwei Titeln im Doppel Rekordsieger des Turniers.

## Liste der Sieger

### Einzel
| Jahr | Sieger            | Finalgegner       | Ergebnis        |
| ---- | ----------------- | ----------------- | --------------- |
| 2014 | Diego Schwartzman | João Souza        | 7:65, 6:3       |
| 2013 | Guido Andreozzi   | Diego Schwartzman | 6:74, 7:65, 6:0 |
| 2012 | Thiemo de Bakker  | Martín Alund      | 6:2, 3:6, 6:2   |

### Doppel
| Jahr | Sieger                            | Finalgegner                        | Ergebnis          |
| ---- | --------------------------------- | ---------------------------------- | ----------------- |
| 2014 | Martín Alund (2) Facundo Bagnis   | Diego Schwartzman Horacio Zeballos | 4:6, 6:3, [10:7]  |
| 2013 | Guillermo Durán Máximo González   | Martín Alund Facundo Bagnis        | 6:3, 6:0          |
| 2012 | Martín Alund (1) Horacio Zeballos | Nicholas Monroe Simon Stadler      | 3:6, 6:2, [14:12] |